# Keith Burnett
Sir Keith Burnett (Llwynypia, 30 de septiembre de 1953)es un físico británico que se desempeña como presidente electo del Institute of Physics. Es presidente de la Fundación Nuffield, presidente fundador del Consejo Académico Schmidt Science Fellows, y miembro de la Junta de Organizaciones Internacionales de Proveedores de Educación, Study Group.
Es exvicerrector de la Universidad de Sheffield. Anunció su retiro en enero de 2018 y renunció en septiembre de ese año cuando fue sucedido por Koen Lamberts. Recibió un título honorífico de la Universidad de Sheffield en julio de 2022. Es miembro honorario del Jesus College y del St John's College,ambos de la Universidad de Oxford, donde fue tutor durante 20 años.
Tiene un compromiso de larga data con la educación vocacional y técnica, aboga por el desarrollo de la educación vocacional y los aprendizajes de alto nivel y se desempeña como presidente del Consejo Científico y en la junta directiva del National Technician Development Centre and of Heated.

## Biografía
Burnett nació en Llwynypia en el valle de Rhondda, Gales. Estudió física en el Jesus College de la Universidad de Oxford, obteniendo una licenciatura en 1975 y luego un doctorado en filosofía en 1979. Ocupó cargos académicos en Física en la Universidad de Colorado, el Imperial College y la Universidad de Oxford antes de asumir el cargo de vicerrector de la Universidad de Sheffield en 2007. Durante su estancia en Oxford fue nombrado presidente de física y luego jefe de la división de ciencias matemáticas, físicas y de la vida. Su investigación incluye el estudio de los condensados de Bose-Einstein.
Fue presidente de la junta directiva de la Asociación de Empleadores de Universidades y Colegios (UCEA) desde octubre de 2009 hasta septiembre de 2011.
El 1 de noviembre de 2010 fue nombrado director no ejecutivo de la Autoridad para la Energía Atómica del Reino Unido, cargo que debía ocupar hasta octubre de 2013.
Actualmente también es miembro del Consejo de Ciencia y Tecnología del gobierno del Reino Unido, y en septiembre de 2016 fue elegido presidente del Consejo de Ciencias. Fue nombrado miembro del Consejo Asesor de Infraestructura del Reino Unido en 2012 para asesorar al tesoro del Reino Unido sobre inversiones en energía, transporte, residuos, inundaciones, ciencia, agua y telecomunicaciones. En marzo de 2015 se incorporó al consejo directivo de HEFCE. En 2021 fue elegido presidente electo del Institute of Physics, formando parte del consejo de IoP hasta asumir el cargo de presidente en 2023.

### Vida personal
Está casado y tiene dos hijos. Sus intereses incluyen el idioma y la cultura china.

## Premios y honores
Fue galardonado con la Medalla y el Premio Joven en 1997 por su investigación en física y en 2001 fue elegido miembro de la Royal Society. Fue nombrado Comandante de la Orden del Imperio Británico (CBE) en 2004 por sus servicios a la física, y nombrado caballero por sus servicios a la ciencia y la educación superior en los Honores de Año Nuevo de 2013. En 2013, fue elegido miembro de la Learned Society of Wales.